# Huberodendron
Huberodendron é um género botânico pertencente à família Malvaceae. Há espécies nativas do Brasil.

## Espécies
- Huberodendron allenii Standl. & L.O. Williams, 1952
- Huberodendron patinoi Cuatrec., 1950
- Huberodendron swietenioides (Gleason) Ducke, 1935

1. ↑  «Huberodendron — World Flora Online». www.worldfloraonline.org. Consultado em 19 de agosto de 2020